# Oberdorf am Ipf
Oberdorf am Ipf ist ein Ortsteil der baden-württembergischen Stadt Bopfingen im Ostalbkreis. Zum Ort gehören die Höfe Nagelmühle und Steinmühle.

## Geschichte

### Römer
In Oberdorf bestand zur Zeit der Römer ein Kastell, das Opia genannt wurde.

### Ab dem Mittelalter
Oberdorf wurde das erste Mal 1268 als Oberndorf erwähnt. Der Ort kam 1806 an Bayern. 1810 wurde er Württemberg angegliedert. Seit dem 1. Oktober 1973 ist Oberdorf ein Ortsteil von Bopfingen.

## Wappen
| Wappen des Bopfingers Stadtteils Oberdorf am Ipf | Blasonierung: „In Blau ein überhöhter silberner (weißer) Berg, belegt mit einem roten Tongefäß aus der Hallstattzeit.“ |
| Wappen des Bopfingers Stadtteils Oberdorf am Ipf | Wappenbegründung: Der silberne Berg weist auf die Lage des Orts am Ipf hin, während das Tongefäß an die durch zahlreiche Bodenfunde nachgewiesene vor- und frühgeschichtliche Besiedlung der Gemarkung erinnert. Die Farben sind dem Wappen des Hauses Oettingen entnommen. Die Grafen von Oettingen waren lange Zeit Inhaber der hohen Gerichtsbarkeit und Miteigentümer von Oberdorf am Ipf. Das Wappen ist historisch begründet und heraldisch einwandfrei. |

## Söhne und Töchter der Stadt
- Naphtali Frankfurter (1810–1866), Rabbiner
- Wilhelm Meyder (1841–1927), Verwaltungsaktuar, Schultheiß und Politiker (DP)

## Galerie

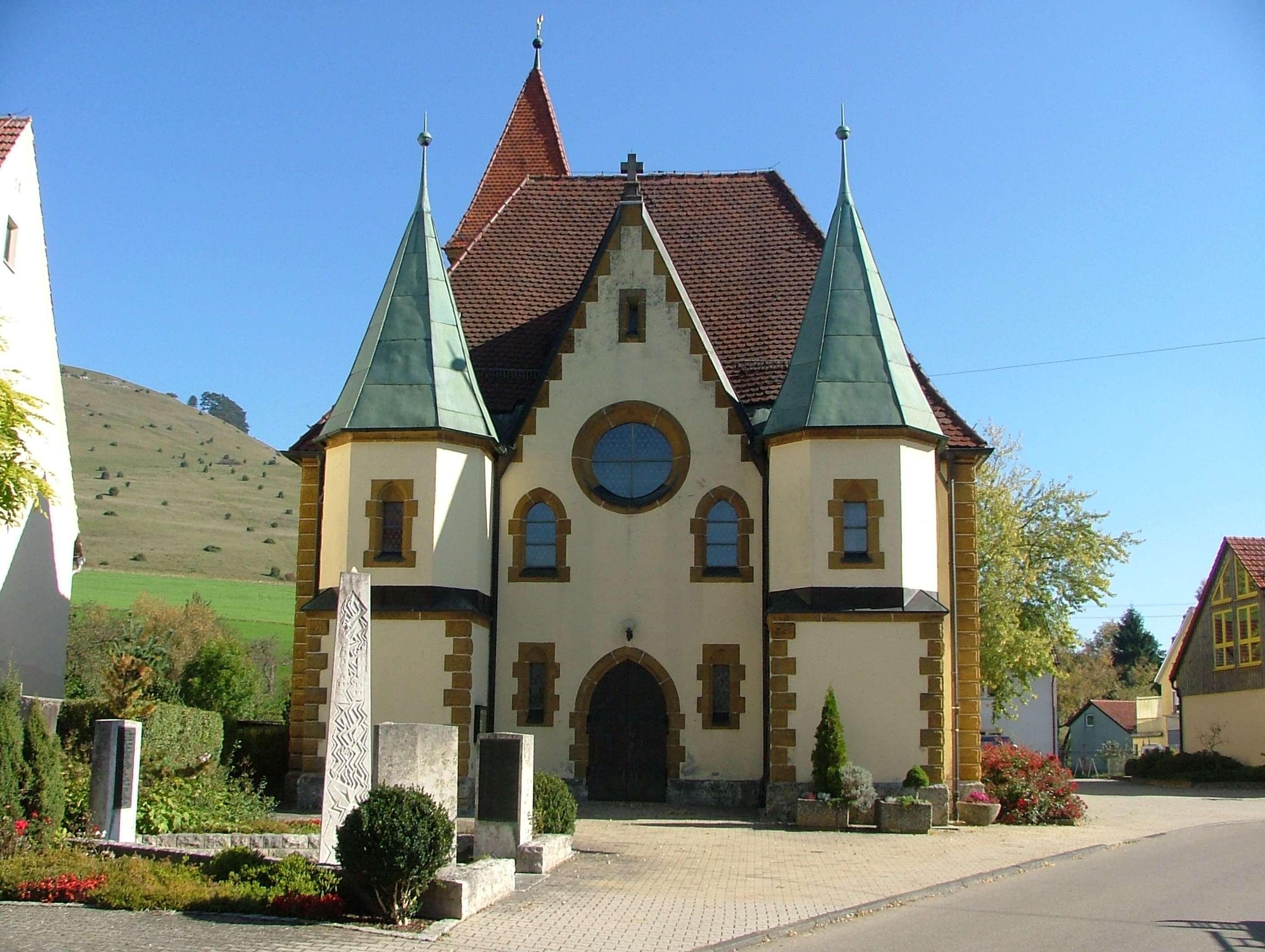
Evangelische Kirche St. Georg, Frontseite
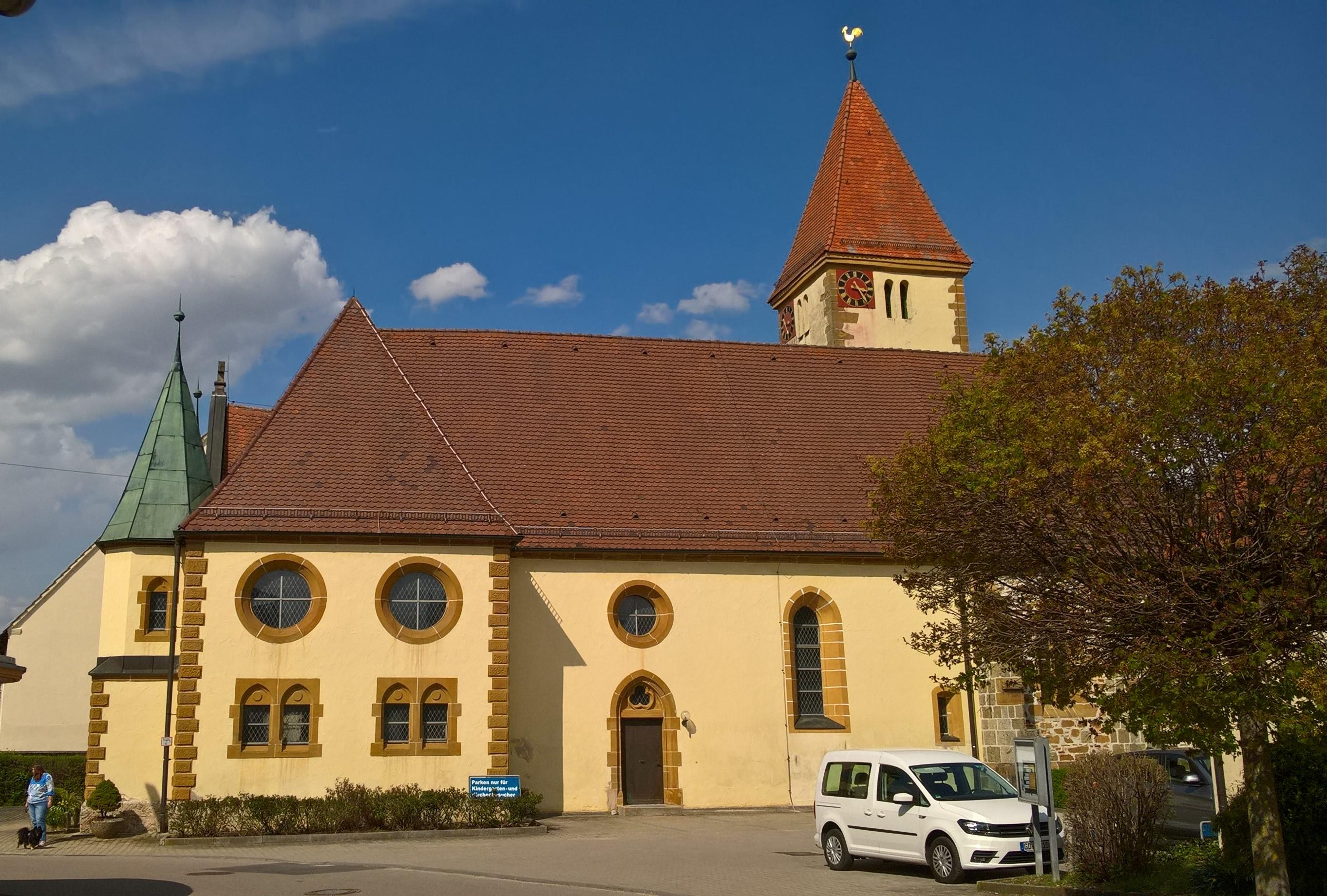
Evangelische Kirche St. Georg, Südseite
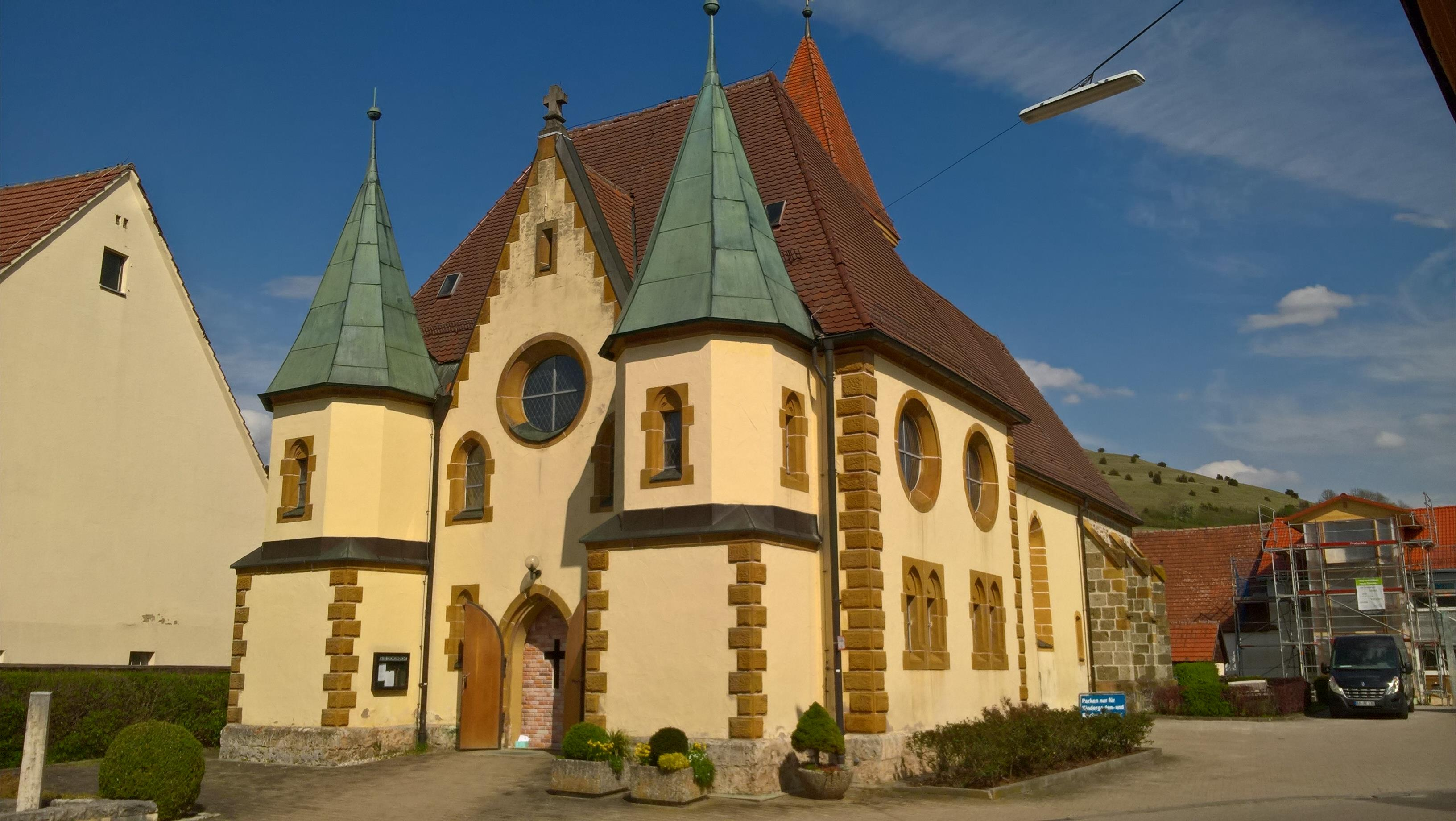
Evangelische Kirche St. Georg, Westseite
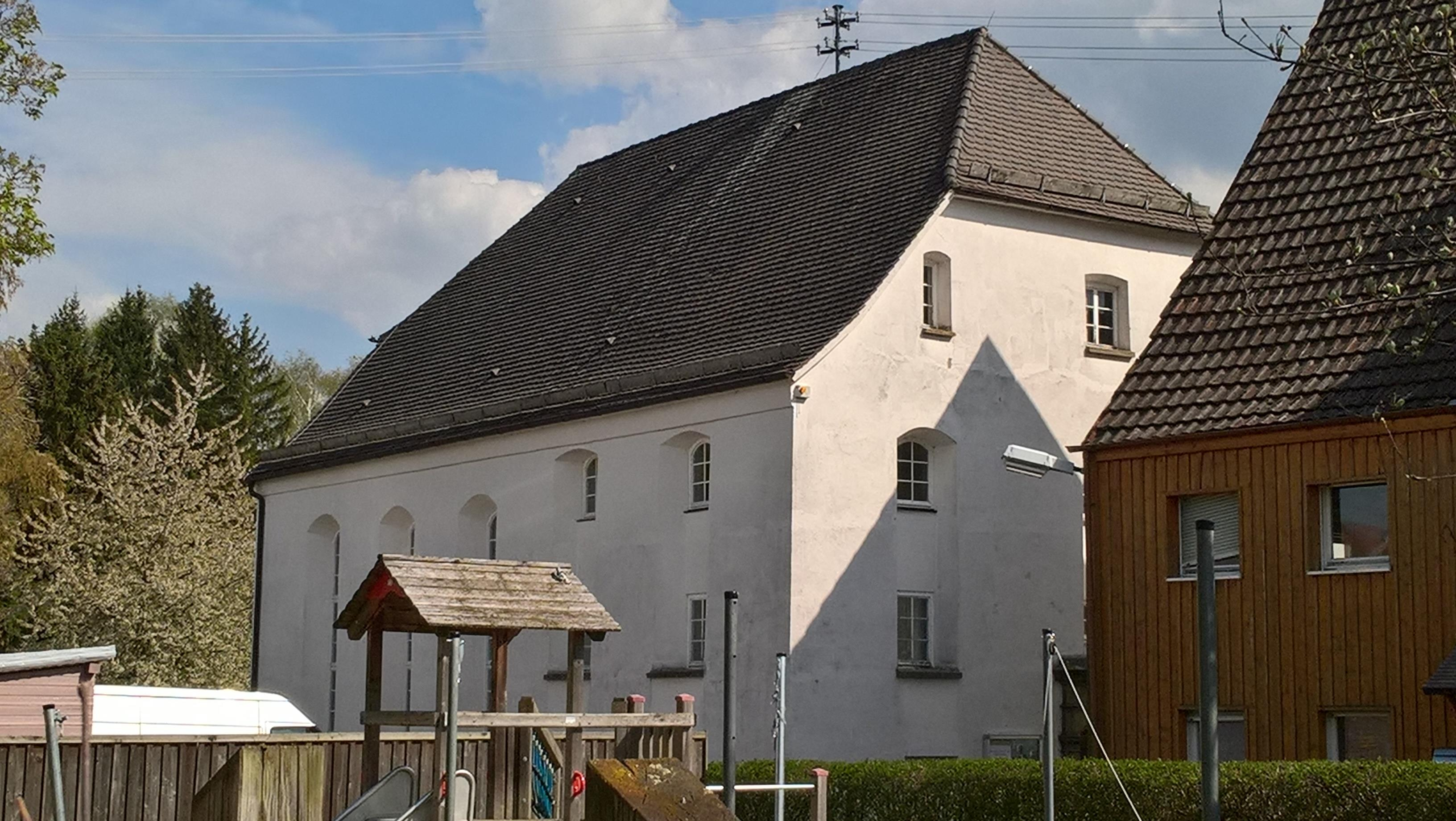
Ehemalige Synagoge
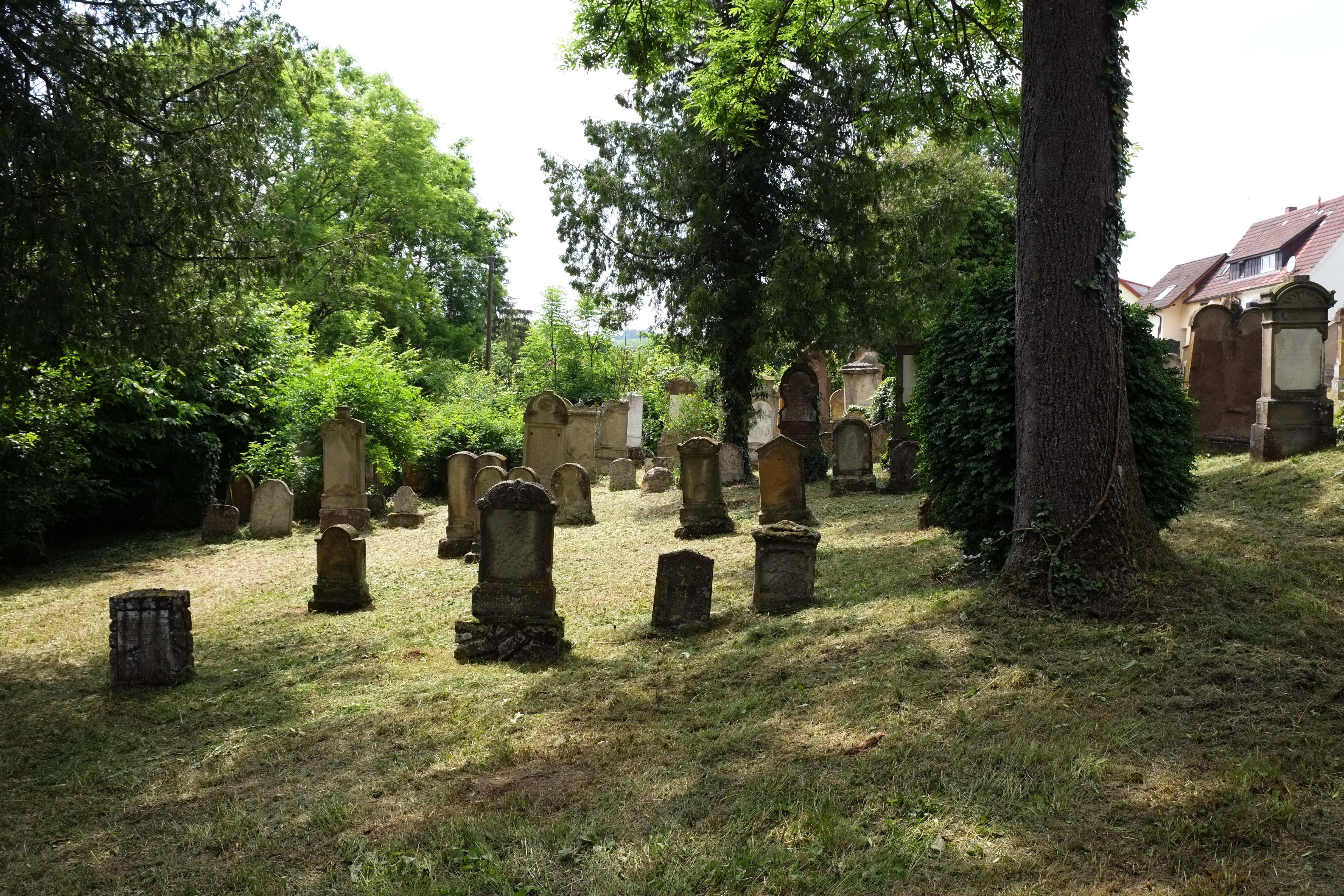
Jüdischer Friedhof